# Priehybka
Priehybka – przełęcz we wschodniej części Niżnych Tatr na Słowacji, pomiędzy szczytami Veľká Vápenica (1691 m) i Heľpianský vrch (1586 m). Przewodniki podają wysokość przełęczy 1555 m, zamontowana na przełęczy informacyjna tabliczka turystyczna 1550 m.
Dawniej była tutaj hala pasterska. Obecnie rejon przełęczy jest trawiasty z pojedynczymi skałami, stopniowo zarastający borówczyskami i kosodrzewiną. W kierunku północno-wschodnim, w skos nad siodłem, wydatne źródło wody.
Przez przełęcz biegnie główny, czerwony szlak graniowy Niżnych Tatr – Cesta hrdinov SNP, a na przełęczy krzyżuje się z nim niebieski szlak z miejscowości położonych u podnóży Niżnych Tatr.

## Szlaki turystyczne
odcinek: Telgárt – Kráľova hoľa – Stredná hoľa – Orlová – Bartková – Ždiarske sedlo – Andrejcová – Heľpianský vrch – Priehybka – Veľká Vápenica – Priehyba – Kolesárová – sedlo Oravcová – Oravcová – Zadná hoľa – Ramža – Jánov grúň – Bacúšske sedlo – Sedlo za Lenovou – Czertowica – Kumštové sedlo – Králička – Schronisko Štefánika
  Heľpa, przystanek kolejowy – Priehybka. Suma podejść 915 m, czas przejścia 3.15 h
  Wychodna (Východná), przystanek kolejowy – Čierny Váh – Ipoltica, zaver doliny – leśniczówka Veľká Dikula – leśniczówka Banisko – Priehybka. Suma podejść 1348 m, czas przejścia 7.25 h